# Wasserwerk Westhoven

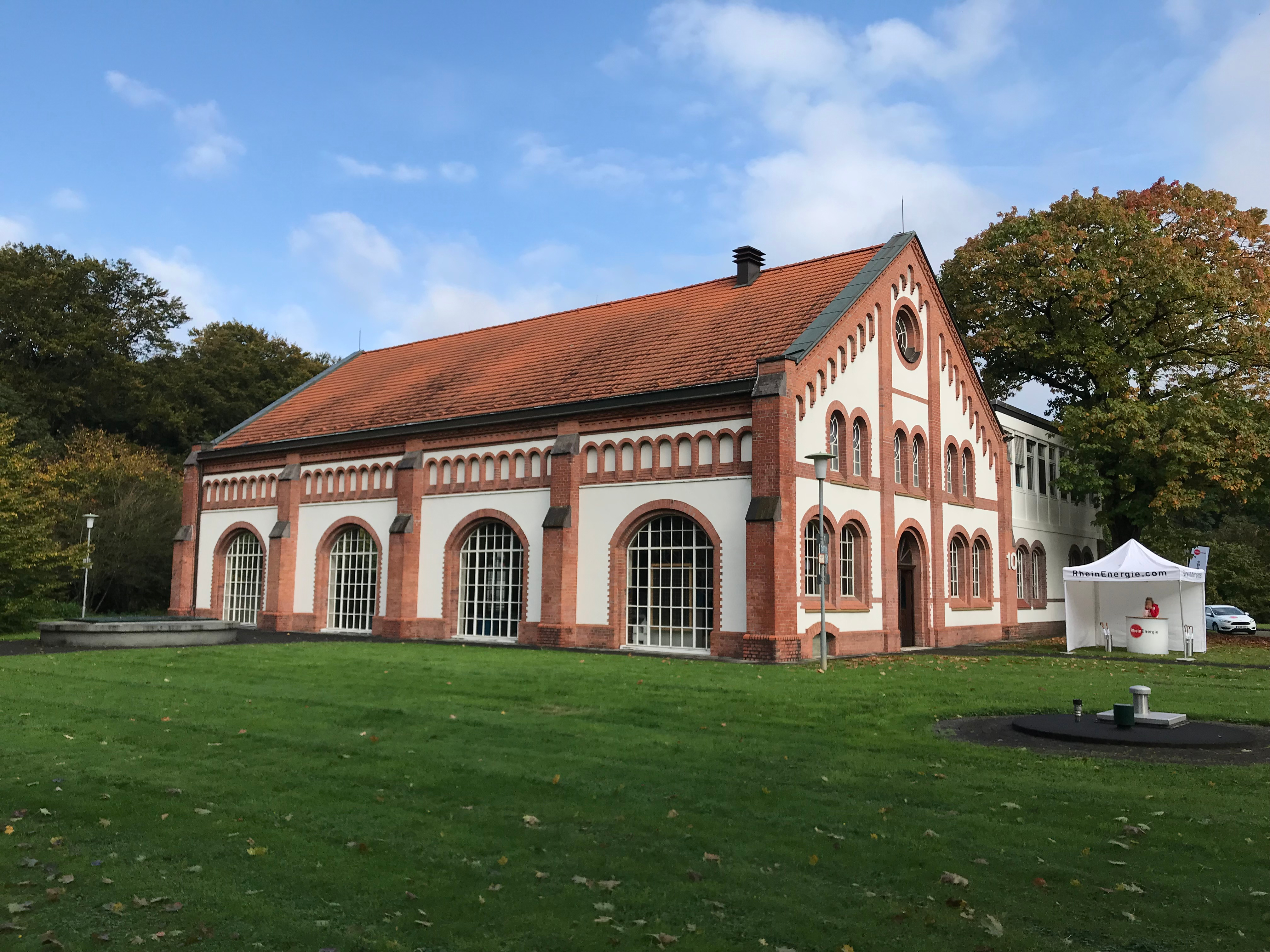
Wasserwerk Westhoven 2017

Das Wasserwerk Westhoven ist ein historisches Wasserwerk in Köln-Westhoven.
Für verbesserte Trinkwasserversorgung der Porzer Umgebung ließ die Rheinische Wasserwerks-Gesellschaft das Wasserwerk 1903–1904 an der Porzer Ringstraße errichten. Verunreinigungen, wie im Wasserwerk Mülheim 1893 und 1901 geschehen, sollten durch die bessere Lage ausgeschlossen werden. Damals waren Ortschaften mindestens zwei Kilometer und der Rhein ein Kilometer vom Standort entfernt.
Es ist ein solider Werksbau mit romanisierenden Elementen, mit großen Fenstern in den Fassaden, steinernen Giebelbekrönungen und einer prächtigen, backsteingegliederten Putzfassade.
Ein dazugehöriges Fachwerkhaus diente den Angestellten als Wohnunterkunft, das nach dem Zweiten Weltkrieg nur wieder in vereinfachter Form wiederhergestellt wurde.
Die Umrüstung auf große Aktivkohlefilter Ende der 1980er Jahre erzwang eine bauliche Veränderung. Vom Plan eines angepassten Anbaus wurde Abstand genommen zugunsten eines leichten Hallenbaus aus Stahl und Glas für die Trinkwasseraufbereitung. Das Pumpwerk verblieb in dem historischen Bau. Zeitgleich wurde ein Wasserlehrpfad auf dem Gelände angelegt. Unter der Bezeichnung Wasserschule Köln wird das Gelände auch als außerschulischer Lernort angeboten.
Seit dem 10. November 1995 steht das Gebäude unter Denkmalschutz.
Zunächst war das Versorgungsgebiet die Gemeinde Porz, heute sind es nördliche Stadtteile, da Porz durch die Wasserwerke Zündorf und Leidenhausen bedient wird. Das Rohwasser aus den Tiefbrunnen wird mit 10 % Uferfiltrat aus dem Rhein versetzt. Die Förderleistung steigerte sich von anfangs 600 m³/Stunde bis 1990 auf 3500 m³/Stunde. Heutiger Betreiber ist RheinEnergie.